# Трудовая Россия
«Трудова́я Росси́я» — российское общественно-политическое движение леворадикального толка. Было учреждено в октябре 1992 года по решению январского (1992) пленума Российской коммунистической рабочей партии. Учредительный съезд состоялся 25 октября 1992 года. Движение было официально зарегистрировано Минюстом РФ 9 января 1996 года. Снято с регистрации Минюстом РФ 16 марта 2004 года.
Предшественником «Трудовой России» было ортодоксальное движение «Коммунистическая инициатива», на базе которого в ноябре 1991 года было сформировано движение «Трудовая Москва» (впоследствии ставшее «Трудовой Россией»). Главное внимание лидеры движения уделяли массовой уличной активности. Максимальная численность в начале 1990-х годов — до 100 тысяч человек, в Москве численность активных участников достигала 3000 человек. Движение располагало более чем 80 региональными отделениями. Наиболее ярким лидером движения и его руководителем подавляющую часть его истории был Виктор Анпилов. В феврале 1993 года было учреждено московское отделение движения — «Трудовая столица».
В октябре 1996 года «Трудовая Россия» раскололась. Одну часть движения продолжал возглавлять Виктор Анпилов (с 2012 — почётный председатель; председателем на XVIII съезде Движения 4 ноября 2012 года был избран Станислав Рузанов), другую возглавил Владимир Григорьев (РКРП).

## Деятельность движения

Москва, 1992 год. Листовка движения «Трудовая Россия».

7 ноября 1991 года по инициативе «Трудовой Москвы» в Москве на Красной площади прошёл первый митинг левой оппозиции. Манифестация состоялась несмотря на указ президента Бориса Ельцина о запрете деятельности КПСС. Тогда же на базе региональных отделений «Коммунистической инициативы» была учреждена Российская коммунистическая рабочая партия (РКРП), продолжившая традицию использования массовых акций для борьбы с властью. В декабре 1991 года состоялся первый (тогда ещё довольно мирный) «поход на Останкино», в январе 1992 года — манифестация против начавшихся социально-экономических реформ правительства Гайдара — Ельцина, в феврале — поход на Белый дом (марши голодных очередей и «пустых кастрюль»). Участником многих знаковых акций движения в 1992—1999 гг. являлся Виктор Имантович Алкснис.
Члены движения «Трудовая Россия» принимали участие в столкновениях с московской милицией 23 февраля 1992 года (когда демонстранты впервые совершили попытку прорыва заградительных цепей и были разогнаны силами ОМОНа).
17 марта 1992 года, в годовщину референдума о сохранении СССР, по инициативе «Трудовой России» и народных депутатов СССР на Манежной площади в Москве было организовано Всенародное Вече советских народов, в котором приняли участие около ста тысяч манифестантов. Эта акция, совпавшая с проведением в подмосковном совхозе Вороново VI Съезда народных депутатов СССР, несмотря на её многочисленность, ознаменовала тупик, в котором оказалась «непримиримая оппозиция». Власти отказались вступать в какие-либо переговоры с ней, а митинговая активность не добилась целей — социально-экономический курс остался без изменений.
Дальнейшие массовые акции, в которых участвовала «Трудовая Россия», — осада телецентра «Останкино» («осада империи лжи» против пропаганды насилия и русофобии на телевидении) в июне 1992 года и столкновения с милицией у Калужской заставы 1 мая 1993 года — были использованы властями для нагнетания в обществе страха перед «красно-коричневыми».
Летом 1994 года в ходе акции «Русский редут» активисты движения «Трудовая Россия» сорвали совместные российско-американские учения на Тоцком полигоне, а в ходе событий сентября — октября 1993 года в Москве пришли на защиту Дома Советов. Это стало основанием для приостановления деятельности «Трудовой России», в числе других оппозиционных объединений, организовывавших сопротивление президентской власти (решение о запрете восьми главных партий и движений было издано Министерством юстиции 4 октября 1993 года).
На выборах в Государственную думу 1995 года блок Коммунисты — Трудовая Россия — За СССР (образованный «Трудовой Россией», Российской коммунистической рабочей партией и Российской коммунистической партией — КПСС набрал 4,7 % голосов и не смог преодолеть 5 % барьер. В том же году «Трудовая Россия» отделилась от РКРП.
В 1997 и 1998 годах руководством движения «Трудовая Россия» были организованы массовые походы трудящихся на Москву, которые совпали с накалом шахтёрской «рельсовой войны».
В 1997 году руководство и активисты движения «Трудовая Россия» выступили инициаторами создания «Фронта трудового народа» совместно с «Союзом офицеров» Станислава Терехова и национал-большевиками Эдуарда Лимонова.

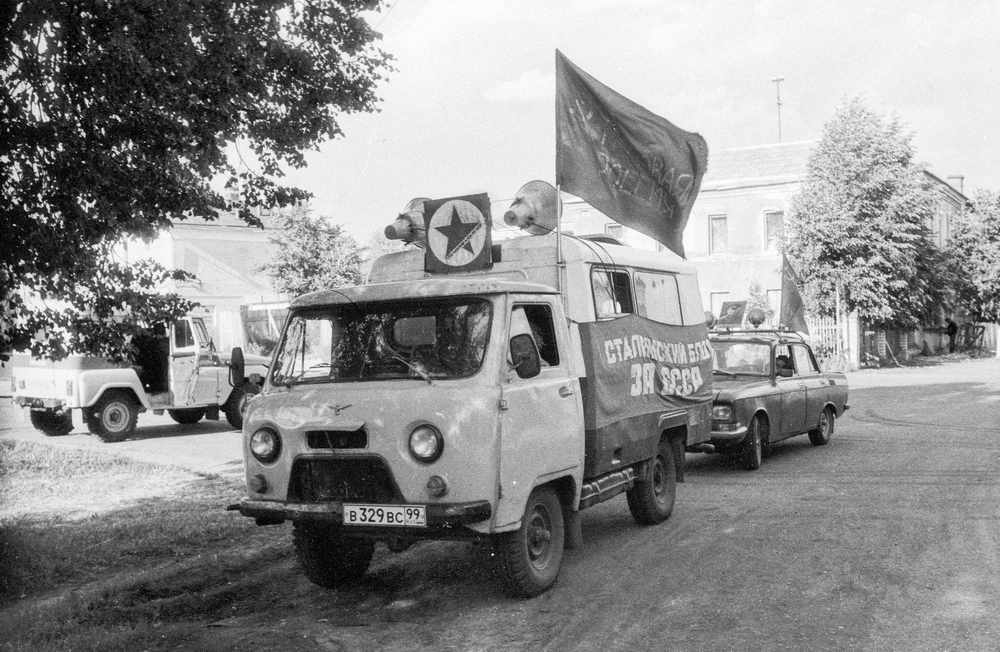
Участники «Сталинского блока за СССР» во время демонстрации коммунистов от Бреста до Курильских островов

В 1999 году движение «Трудовая Россия» на выборы в Государственную думу пошло в составе избирательного блока «Сталинский блок — за СССР» совместно с «Союзом офицеров», РКСМ Игоря Малярова и внуком Иосифа Сталина — Евгением Джугашвили (блок получил 0,61 % голосов избирателей).
В 2006 году Виктор Анпилов как представитель движения «Трудовая Россия» непродолжительное время принимал участие в работе коалиции «Другая Россия» в качестве наблюдателя и участника информационной площадки.
В 2018 году большая часть членов движения вступила в ОКП, при этом его деятельность (в союзе с другими левыми силами) продолжается.
Перед выборами в Государственную думу 2021 года «Трудовая Россия» заключила соглашение о союзе с КПРФ, на XVIII съезде которой было принято решение о выдвижении её кандидатов в ряде округов.

## Печатные издания
Центральным печатным изданием движения «Трудовая Россия» была газета «Молния» (1990—2014), позднее — бюллетень «Трудовая Россия», выступающий в качестве приложения к официальному сайту движения.

## Идеология движения «Трудовая Россия»
Активисты движения «Трудовая Россия» выступают в «защиту социалистического выбора, сделанного народами России» в ходе Октябрьской революции 1917 года, за восстановление Советской власти и СССР, за утверждение в России «прямой демократии», социализацию экономики, защиту суверенитета РФ.
Основная идеология движения — коммунизм.